# Frédéric Fonteyne
Frédéric Fonteyne (Ukkel, 9 januari 1968) is een Belgisch regisseur.

## Filmografie
- 1989 - Les Vloems, korte film
- 1991 - La Modestie, korte film
- 1993 - Bob le déplorable, korte film
- 1997 - Max et Bobo, film
- 1998 - Bon anniversaire Sergent Bob, korte film
- 1999 - Une liaison pornographique, film
- 2004 - La Femme de Gilles, film
- 2012 - Tango Libre, film

## Prijzen
Enkele van zijn films, waaronder Tango Libre, vielen meermaals in de prijzen. Zelf kreeg hij onderstaande prijs. 
- 2004 - Joseph Plateauprijs voor de regie van La Femme de Gilles